# 오쿠보 하루노
오쿠보 하루노(일본어: 大久保春野, 1846년 10월 8일(고카 3년 8월 18일) ~ 1915년(다이쇼 4년) 1월 26일)는 일본 제국의 군인이다. 최종 계급은 육군 대장이고, 종이위 훈일등 공이급 남작이다. 조선주차군사령관, 제3사단장, 제6사단장 등을 역임하였다. 백작 가와무라 데쓰타로(백작 가와무라 스미요시의 장남)의 장인.